# Municipio de Roswell
El municipio de Roswell (en inglés: Roswell Township) es un municipio ubicado en el condado de Miner en el estado estadounidense de Dakota del Sur. En el año 2010 tenía una población de 58 habitantes y una densidad poblacional de 0,65 personas por km².

## Geografía
El municipio de Roswell se encuentra ubicado en las coordenadas 43°58′21″N 97°39′43″O / 43.97250, -97.66194. Según la Oficina del Censo de los Estados Unidos, el municipio tiene una superficie total de 89.32 km², de la cual 88,66 km² corresponden a tierra firme y (0,75 %) 0,67 km² es agua.

## Demografía
Según el censo de 2010, había 58 personas residiendo en el municipio de Roswell. La densidad de población era de 0,65 hab./km². De los 58 habitantes, el municipio de Roswell estaba compuesto por el 96,55 % blancos, el 3,45 % eran de otras razas. Del total de la población el 0 % eran hispanos o latinos de cualquier raza.